# نیک لوکاس
نیک لوکاس (انگلیسی: Nick Lucas؛ ‏ ۲۲ اوت ۱۸۹۷ – ۲۸ ژوئیهٔ ۱۹۸۲) موسیقی‌دان، خواننده و نوازنده گیتار جاز اهل ایالات متحده آمریکا بود. وی بین سال‌های ۱۹۱۰ تا ۱۹۶۶ میلادی فعالیت می‌کرد.
از فیلم‌هایی که وی در آن‌ها نقش داشته‌است، می‌توان به نمایش نمایش‌ها اشاره نمود.